# Jochen Bludau
Jochen Bludau (* 2. Juli 1941 in Hüls, Kreis Kempen-Krefeld, Rheinprovinz; † 9. März 2023) war ein deutscher Schauspieler, Bühnenautor und Filmproduzent. Er war bis zum 31. Dezember 2019 Geschäftsführer des Elspe Festivals.

## Leben
Bludau spielte bereits seit seiner frühen Kindheit als Laiendarsteller auf der Elsper Freilichtbühne. 1958 spielte er hier erstmals die Rolle des Winnetou. Zu Beginn war er im Hauptberuf beim Bundesgrenzschutz sowie als Sozialpädagoge und Grundschullehrer im Kreis Olpe tätig. 1968 übernahm er die Geschäftsführung der Naturbühne Elspe, später dann auch die Leitung der der Bühne angeschlossenen Wirtschaftsbetriebe „Western Country GmbH“. Von 1968 bis 1993 spielte er auf der Bühne die Rolle des Old Shatterhand. Für die Karl-May-Aufführungen verpflichtete er von 1973 bis 1994 den Aachener Theaterintendanten Karl-Heinz Walther als Regisseur und übernahm nach dessen Tod selber die Regie.
Nachdem im Jahr 1976 der bisherige Winnetou-Darsteller Peter Löher nicht mehr zur Verfügung stand, gelang es ihm, den Schauspieler Pierre Brice für die Bühne als Darsteller des Winnetou zu gewinnen, der diese Rolle fortan für zehn Jahre spielte. Dieser Schritt sicherte den Karl-May-Festspielen Elspe weltweite Bekanntheit.
Auch mit dem langjährigen Winnetou-Darsteller der folgenden Jahre von 1988 bis 2012, Benjamin Armbruster, arbeitete Bludau erfolgreich und vertrauensvoll zusammen.
Als Autor schrieb Bludau sämtliche Bücher für die Bühnenstücke der Naturbühne.
1993 produzierte er gemeinsam mit Hanno Huth die Filmkomödie Texas – Doc Snyder hält die Welt in Atem mit Helge Schneider.
Im Jahr 2010 übergab Bludau seinen Posten als Geschäftsführer beim Elspe Festival an seinen Sohn Oliver. Er blieb weiterhin als Regisseur, Autor und Berater an der Bühne. Anfang 2015 verabschiedete sich Oliver Bludau vom Elspe Festival, sodass Jochen Bludau wieder alleiniger Geschäftsführer der Elspe Festival GmbH wurde. Am 31. Dezember 2019 gab Jochen Bludau die Geschäftsführung zum 1. Januar 2020 an Philipp Aßhoff ab.
Jochen Bludau starb überraschend am 9. März 2023. Er war verheiratet und hatte drei Kinder.

## Werke
- Im Tal des Todes. Hamburg: Vertriebsstelle und Verlag Deutscher Bühnenschriftsteller und Bühnenkomponisten (VVB) 1970.
- Der Ölprinz. Norderstedt: VVB 1971.
- Unter Geiern. Norderstedt: VVB 1972.
- Halbblut. Norderstedt: VVB 1974.
- Der Schatz im Silbersee. Norderstedt: VVB 1977.
- Winnetou I. Norderstedt: VVB 1978.
- Winnetou II. Norderstedt: VVB 1979.
- Elspe – Deutschlands Wilder Westen. Hohenloher, 1981 (zusammen mit Fred Aurich).